# Carl Walbrodt
Carl August Walbrodt (Amsterdam, 28 novembre 1871 – Berlino, 3 ottobre 1902) è stato uno scacchista tedesco.
I suoi genitori, provenienti da Wesel, si trasferirono ad Amsterdam poco prima che Walbrodt nascesse. Tornarono in Germania stabilendosi a Berlino verso il 1880. Verso la metà degli anni 1890 Carl Walbrodt impiantò assieme al fratello una fabbrica di pantografi e altre attrezzature per il disegno tecnico.

## Principali risultati
- 1890: 5º a Berlino (vinse Horatio Caro)
- 1891: 2º-3º a Berlino dietro a Teichmann; vince a Berlino un match con Emil Schallopp (+5 –3 =1) e con Hermann Keidansky (+5 –1);
- 1892: vince a Berlino un match con Curt von Bardeleben  (+4 –0 =4);
- 1993: =1º con Kurt von Bardeleben nel campionato tedesco di Kiel; vince un match a New York con Eugene Delmar (+5 –3 =3); vince a L'Avana con Andrés Clemente Vazquez (+3 –0 =0); perde a Boston (+0 –2 =1) con Pillsbury;
- 1894: vince un match a Berlino con Wilhelm Cohn (+5 –0); perde un match a Norimberga con Siegbert Tarrasch (+0 =1 –7); pareggia un match con Jacques Mieses (+5 –5 =3);
- 1895: si classifica 11º su 22 partecipanti al torneo di Hastings 1895;
- 1897: 2º a Berlino dopo Rudolf Charousek, precedendo tra gli altri Blackburne, Janowski, Burn, Alapin, Schlechter e Marco.

Poco dopo il torneo di Berlino Walbrodt sfidò in un match David Janowski. Il match era al meglio delle sei partite, con una posta di 1.000 marchi. Dopo quattro partite Walbrodt conduceva per + 2 = 2 e gli bastava una patta per vincere il match, ma Janowski vinse le successive due partite, portandosi sul 3 - 3. Venne concordato un play-off di tre partite; Janowski vinse due partite di seguito aggiudicandosi il match per (+4 –2 =2).  Al termine del match Walbrodt diede una simultanea su 51 scacchiere, con il risultato (+42 –5 =4).
Walbrodt era noto per giocare molto velocemente, basandosi soprattutto sull'intuizione per il giudizio posizionale.
Nei primi anni 1890 contrasse la tubercolosi, e morì per tale malattia a soli 30 anni.